# Памятник морякам эсминцев-миноносцев
Па́мятник моряка́м эсми́нцев — памятные знаки, стелы и братские могилы, установленные на берегах Невы в честь балтийских моряков Краснознамённого Балтийского флота с эсминцев «Строгий» «Стройный» и «Опытный», которые в условиях блокады Ленинграда обороняли город от немецко-фашистских захватчиков и погибли в борьбе с фашистами. Памятники и братские могилы находятся на месте стоянки эсминцев на берегу Невы в годы Великой Отечественной войны в Невском лесопарке (дер. Невский Парклесхоз, Всеволожский район, Ленинградская область).

## История

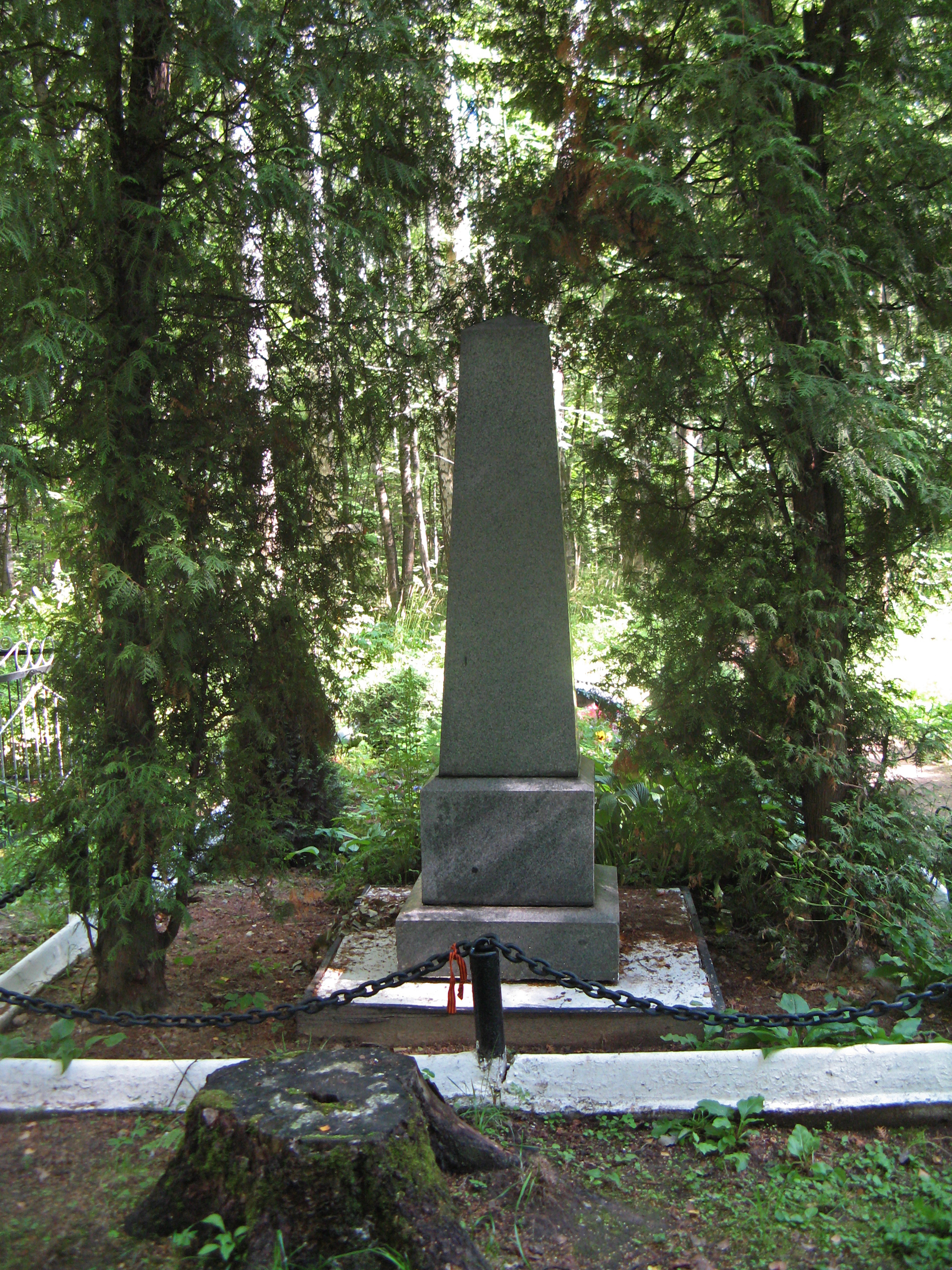
Братская могила моряков. Невский лесопарк.
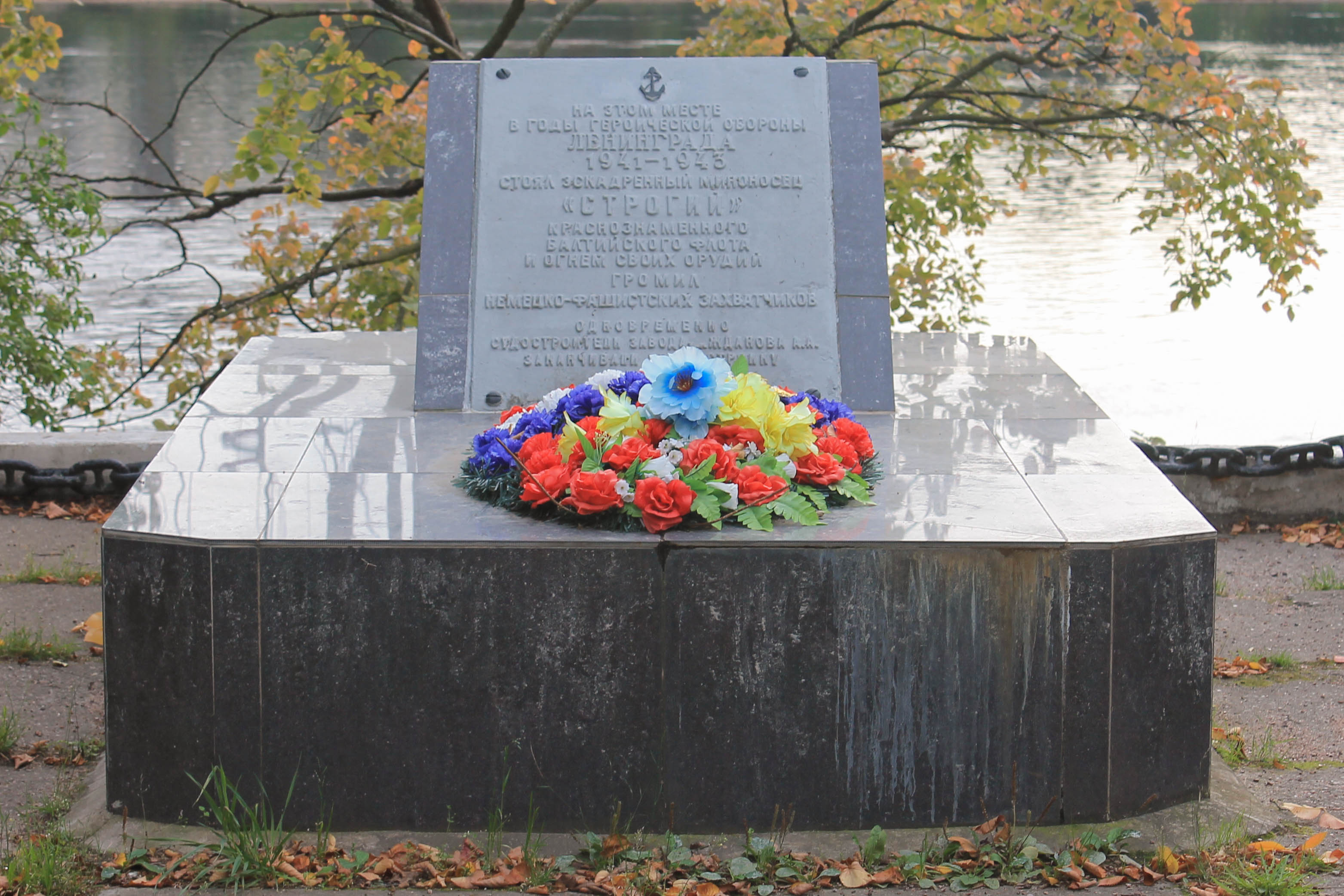
Памятный знак эсминцу «Строгий». Новосаратовка.
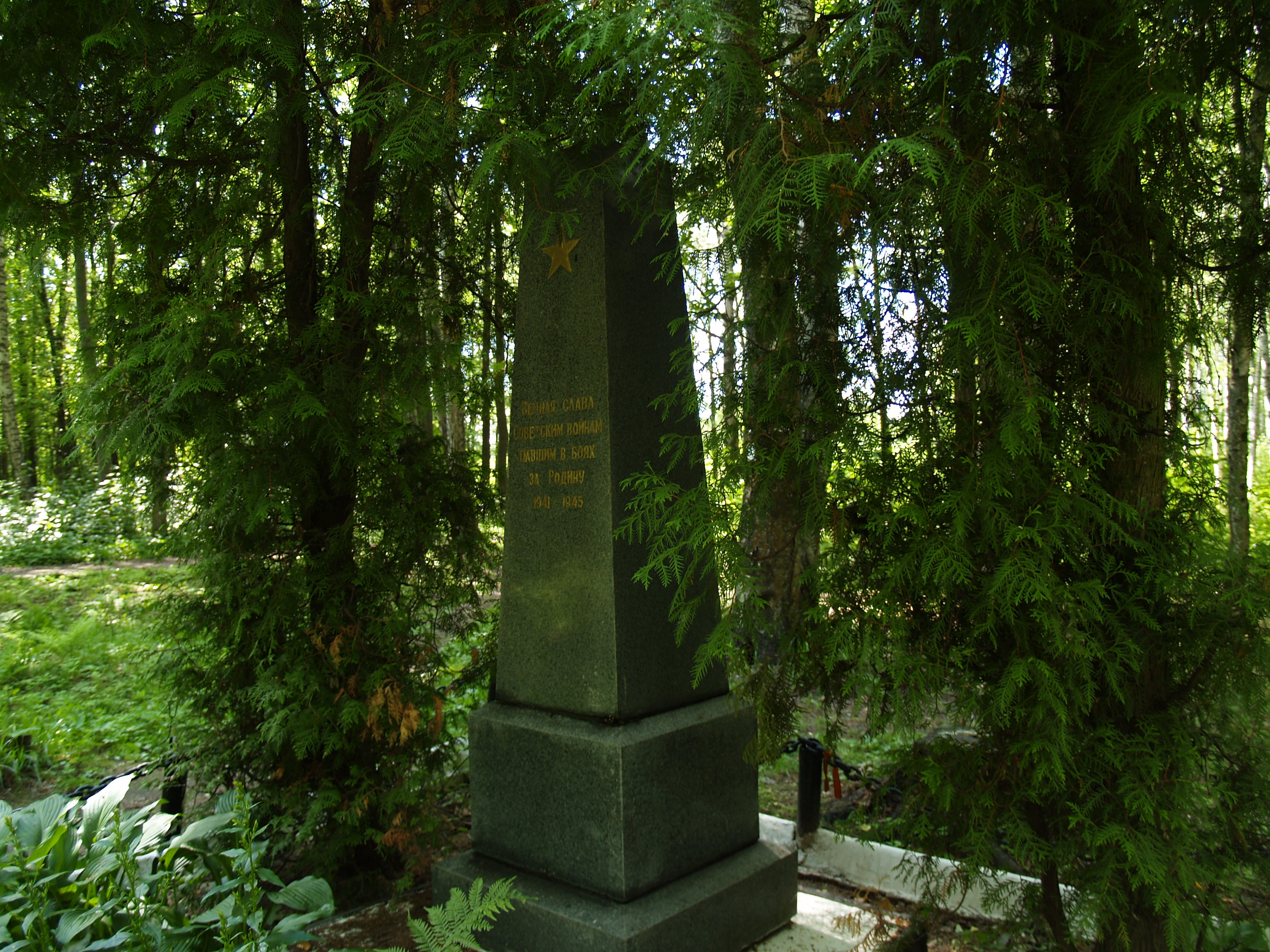
Памятник морякам эсминца «Строгий».
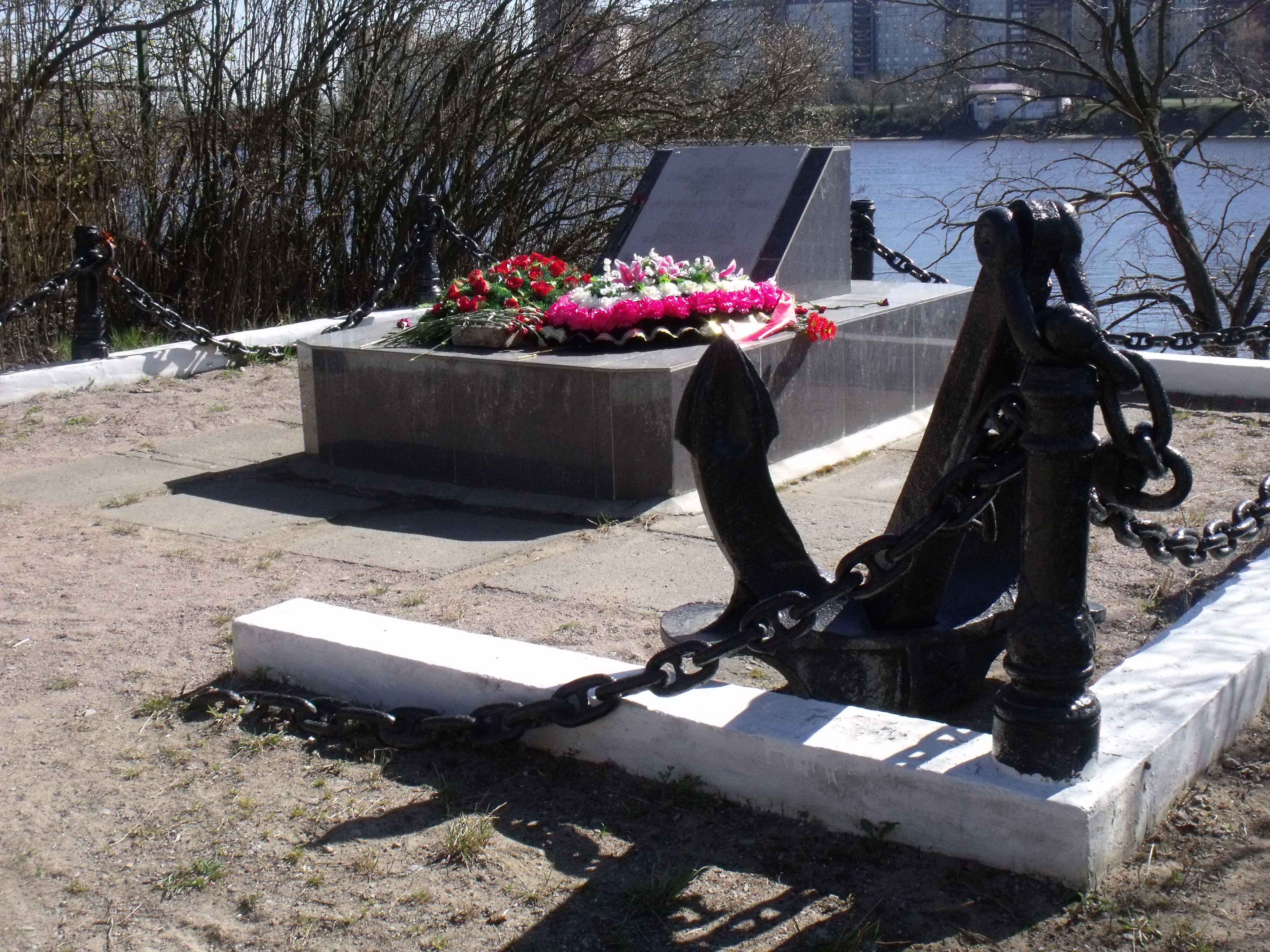
Мемориал на берегу Невы в Невском лесопарке.
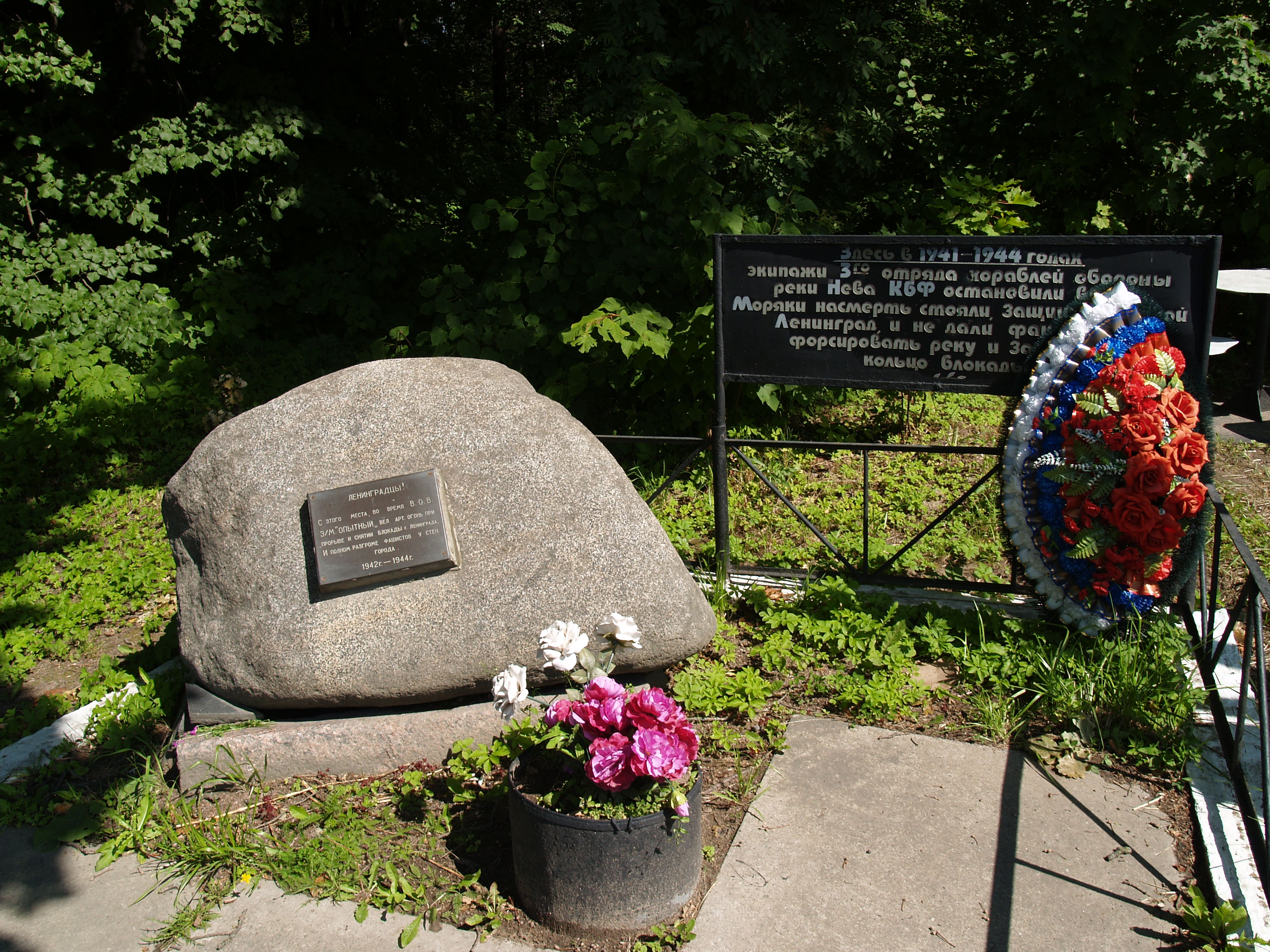
Памятный знак на месте стоянки эсминца «Опытный».
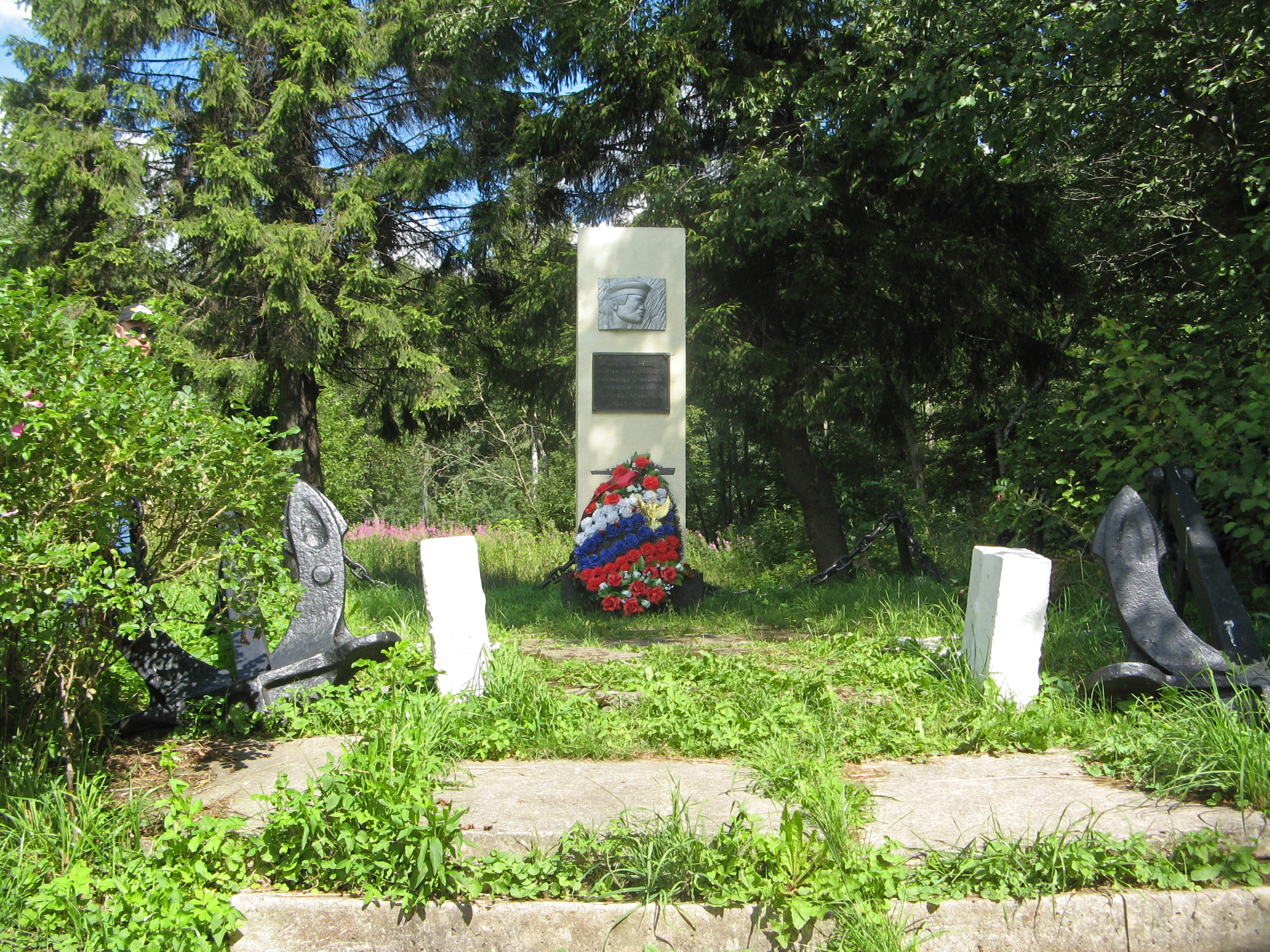
Невский лесопарк. Памятный знак эсминцу «Стройный».
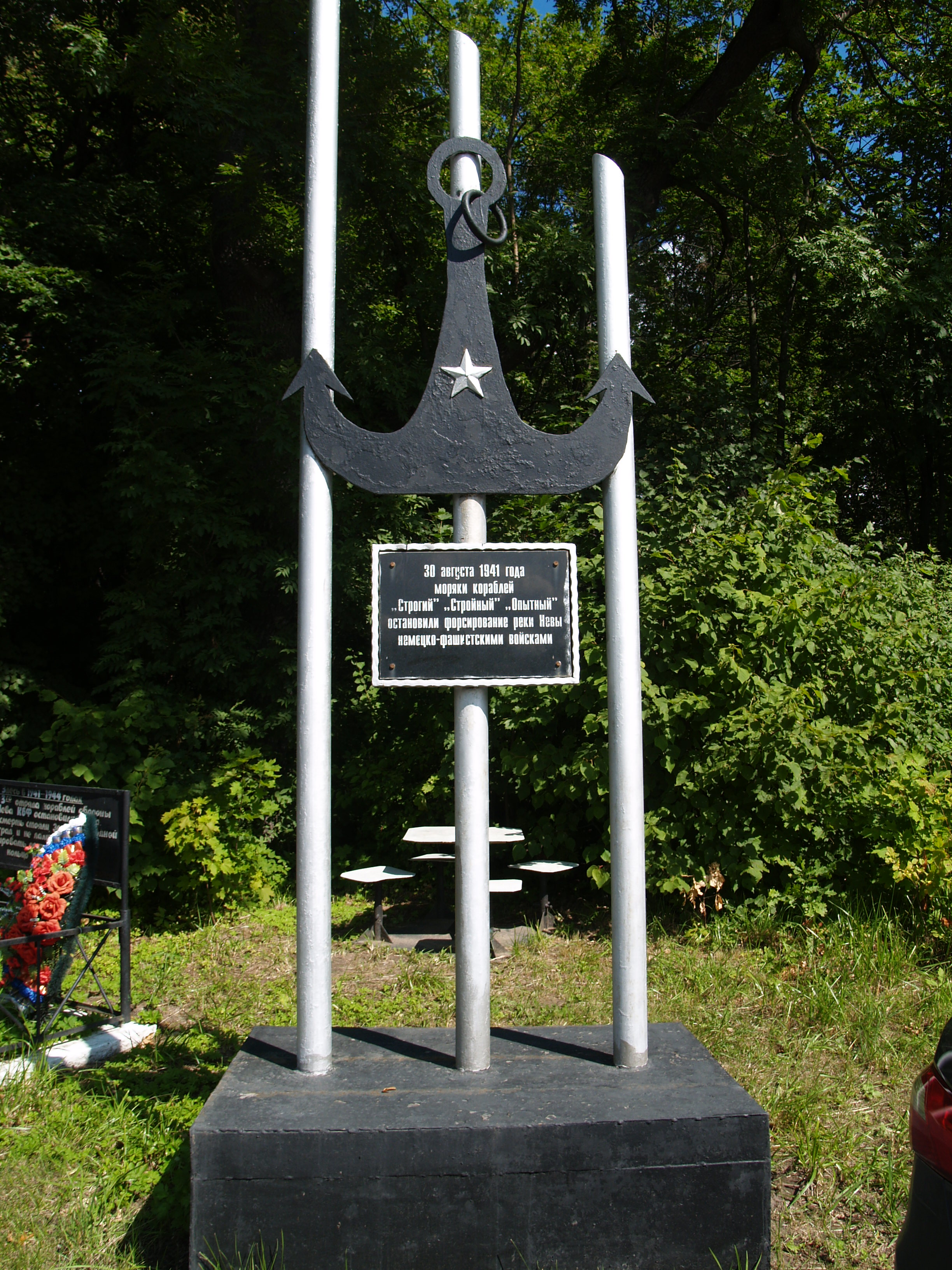
Мемориальный комплекс эсминцу «Опытный».

Эскадренные миноносцы находились в процессе строительства на заводе им. Жданова, но были отправлены в декабре 31.12.1939 года на зимнюю стоянку на Неве, с этих позиций они обороняли Ленинград от вражеских обстрелов.
Как не прошедшие заводские испытания, эсминцы были условно приняты в состав КБФ в сентябре 1941 года. В феврале 1943 года участвовали в Красноборско-Смердынской и Красносельско-Ропшинской наступательных операциях.
Командирами на миноносце «Строгий» были капитан 3-го ранга Тыршклевич, Франц Францевич, затем капитан 3-го ранга Новак, Владимир Романович.
Эсминцы защищали Ленинград в годы блокады. Экипажи кораблей с установленными орудиями и недостроенными двигателями не могли передвигаться по реке, они вступали в бой, отражая авиационные налёты и артиллерийский огонь противника, останавливая врага на подступах к Ленинграду. Из-за отсутствия возможности передвигаться самостоятельно, эсминцы изменяли место дислокации с помощью буксиров.
Из воспоминаний С. А. Боголюбова, директора Ленинградского судостроительного завода им. А. А. Жданова:

…В первую очередь мы отправляли людей на боевые корабли, стоявшие, скованные льдом, на Неве. Судостроители знают, сколь остро нуждаются во внимании зимующие корабли, даже если они стоят у стенки завода: нет-нет, а что-нибудь да понадобится морякам - отремонтировать механизм, прибор. А в условиях блокады и стоянки на Неве это внимание судостроителей требовалось и подавно. Наиболее квалифицированных рабочих, мастеров, инженеров распределили, по согласованию с командирами, по кораблям, где они ремонтировали материальную часть и обучали краснофлотцев, старшин...
... Весной и летом 1942 г. на эсминцах «Строгий» и «Стройный», стоявших на Неве у лесопарка, в очень трудных условиях велись достроечные работы. Ими руководили старшие строители Д. А. Чалык (на «Строгом») и В. К Кабышев (на «Стройном»). Корабли обстреливали район, занятый врагом от Шлиссельбурга до Пулковских высот. Фашистские артиллеристы не оставались в долгу: вокруг кораблей то и дело возникали всплески, а осколки выбивали дробь на обшивке и палубах. И пробоины приходилось тут же заделывать ...
— С. А Боголюбов.
В окрестностях деревни Новосаратовка и в лесопарке Невский установлены памятные обелиски, отмечающие места братских могил и напоминающие о воинах-краснофлотцах, героически сражавшихся и отдавших жизнь на берегах Невы.

## Описание
В Невском лесопарке установлены памятные знаки в честь моряков, погибших на подступах к Ленинграду. На мемориале эсминцу «Опытный» есть надпись:

Здесь враг не прошёл в сентябре огневом сорок первого года. Рубеж этот, политый кровью героев, стойко держали бойцы Ленинграда. В сражениях жестоких повержен был враг, блокада разбита могучим ударом.
В честь подвига матросов-балтийцев, воинов на фронтах и ополченцах также на берегах Невы установлен мемориальный комплекс с монументальной стелой в центре, напоминающей развёрнутое знамя. На барельефе изображены защитники блокадного Ленинграда с выбитой ниже датой — «1941-1944».
Установлен горизонтальный блок с надписью из накладных букв: «Воинам армии и флота и народного ополчения от трудящихся Ленинграда. Ноябрь 1966». С юго-запада площадка ограничена надолбами. 15 из них имеют прикреплённые сверху куски брони, пробитые и разорванные вражескими снарядами. На них перечислены номера воинских частей и Балтийского флота, противостоявшие немецко-фашистским войскам.
На братской могиле моряков с миноносца «Строгий» установлен обелиск и памятный знак в виде валуна, на нём имеется табличка, на которой выбиты слова благодарности от потомков.
Возле села Новосаратовка на берегу Невы памятный знак матросам эсминца «Строгий» находится на небольшом возвышении, на братской могиле табличка с именами погибших. Рядом с братскими могилами моряков установлены якоря и якорные цепи.